# Сідді
Сідді (італ. Siddi, сард. Siddi) — муніципалітет в Італії, у регіоні Сардинія, провінція Медіо-Кампідано.
Сідді розташоване на відстані близько 400 км на південний захід від Рима, 55 км на північ від Кальярі, 12 км на північ від Санлурі, 28 км на північний схід від Віллачідро.
Населення — 664 особи (2014).
Щорічний фестиваль відбувається 2 липня. 

## Демографія
Населення за роками:

Станом на 1 січня 2023 року в муніципалітеті офіційно проживали 2 іноземці з 2 країн, серед них 1 громадянин країн Євросоюзу.

## Сусідні муніципалітети
- Баресса
- Коллінас
- Гонноскодіна
- Гонностраматца
- Лунаматрона
- Паулі-Арбареї
- Уссараманна